# Nibung Putih
Nibung Putih is een bestuurslaag in het regentschap Tanjung Jabung Timur van de provincie Jambi, Indonesië. Nibung Putih telt 1326 inwoners (volkstelling 2010).